# Cho Ki-chon
En aquest nom coreà, el cognom és Cho.
Cho Ki-chon (coreà: 조기천)  (Ussuriïsk, 6 de gener de 1913 - Pyongyang, 31 de juliol de 1951), romanització revisada Jo Gi-cheon, fou un poeta nord-coreà d'origen rus.

## Biografia

### Primers anys
Cho Ki-chon va néixer en una família camperola coreana pobra al poble de Iuedugou, prop de Nikolsk-Ussurisk, actual Ussurisk, el 6 de novembre de 1913. Del 1928 al 1931 va estudiar a l’Escola Pedagògica Coreana de Nikolsk-Ussurisk. Durant aquest període es va unir al Komsomol. Se suposava que havia d’entrar a la Universitat Estatal de Moscou, però a Omsk el van robar a l'estació de tren i es va veure obligat a treballar en un kolkhoz per estalviar diners. El rector de la Universitat d’Omsk, A.S. Slivko, va quedar commogut pel seu destí i va decidir d'admetre'l a la universitat. Del 1933 al 1937 va estudiar a la Facultat de Literatura, es va graduar a la universitat amb distinció. Va tornar a l'Extrem Orient i va començar a ensenyar a l'Escola Pedagògica Coreana. Durant la deportació de coreans, va ser traslladat a Khizilordà, RSS del Kazakhstan (juntament amb la institució educativa en què Cho Ki-chon ensenyava). L'any següent, va tornar a intentar entrar a la Universitat Estatal de Moscou, però va ser arrestat a Moscou per incomplir la llei que confinava els coreans a Àsia central. Va tornar a Khizilordà i hi va ensenyar fins al 1941.
De 1942 a 1945, Cho Ki-chon va servir a l'exèrcit soviètic. Va estar al quarter general del 25è exèrcit, del 1943 al 1945 i al quarter general de la flota del Pacífic de l'URSS a Khabarovsk. El 1945, juntament amb unitats de l'Exèrcit Roig, va entrar al territori nord de la península de Corea.

### A Corea del Nord
Immediatament després de l'alliberament de Corea dels invasors japonesos, Cho Ki-chon va ser enviat a Corea del Nord, com a expert en llengües russa i coreana, per tal de configurar les institucions literàries del país segons el model soviètic. Les seves primeres obres, Paektusan (1947) i Ttang, (1946), es convertirien en models per a la literatura nord-coreana. Va treballar com a corresponsal i traductor del diari de l'exèrcit roig coreà Chosŏn Sinmun. Va traduir al coreà les obres de poetes soviètics Vladímir Maiakovski, Nikolai Gribatxov i Jambul Jabàiev.
Va ser membre del Comitè Literari i Artístic Permanent de Corea del Nord. El 1951 va ser elegit vicepresident del comitè sota la direcció de Han Sorya. Durant la Guerra de Corea, va treballar al diari Rodong Sinmun i va escriure poemes de propaganda.
Cho Ki-chon va morir el 31 de juliol de 1951 a la seva oficina de Pyongyang, durant un bombardeig estatunidenc contra la ciutat.

## Creativitat
Les principals obres de Cho Ki-chon són revolucionàries o líriques.
Entre elles destaquen:
- El poema "Paektusan", coreà 백두산, "Mont Paektu" (febrer de 1947): un poema èpic dedicat als esdeveniments de Pochonbo.[9]
- El poema "Rebel·lió a Yeosu", coreà 항쟁의 여수 Hangjaeng-ui yeosu, parla dels rebels a Yeosu el 1948 : soldats comunistes sud-coreans contra el govern de Syngman Rhee.[10]
- La cançó «Pas de Mungyong»: una cançó militar-patriòtica.[11]